# Colin McMillan
Pour les articles homonymes, voir McMillan.
Colin McMillan est un boxeur anglais né le 12 février 1966 à Londres.

## Biographie
Passé professionnel en 1988, il devient champion d'Angleterre des poids plumes en 1991 puis champion du monde WBO de la catégorie le 16 mai 1992 après sa victoire aux points contre Maurizio Stecca. Battu dès le combat suivant par Rubén Darío Palacios le 26 septembre 1992, McMillan perd également contre Steve Robinson avant de redevenir champion d'Angleterre des poids plumes en 1996. Il met un terme à sa carrière le 11 janvier 1997 (après s'être incliné face à Paul Ingle) sur un bilan de 31 victoires et 4 défaites.

## Référence
1. ↑  (en) Maurizio Stecca vs. Colin McMillan (boxrec.com)